# Médaille d'argent
Pour les articles homonymes, voir Argent (homonymie).

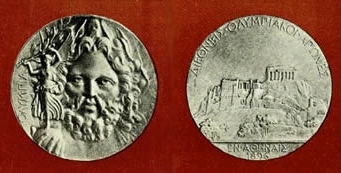
La médaille d'argent attribuée aux Jeux olympiques d'été de 1896.

Une médaille d'argent est une récompense attribuée aux sportifs qui obtiennent la deuxième place dans certaines grandes compétitions. Le récipiendaire est appelé « médaillé d'argent ».
Lors des Jeux olympiques de 1896, la médaille d'argent était remise au gagnant. Ce n'est qu'aux Jeux olympiques de 1904 que l'ordre, or, argent, bronze, devient le standard aux Jeux.